# Majdan Starowiejski
Majdan Starowiejski (pronunciación en polaco: /ˈmajdan starɔˈvjɛjskʲi/) es un pueblo ubicado en el distrito administrativo de Gmina Zakrzew, dentro del Condado de Lublin, Voivodato de Lublin, en Polonia oriental. Se encuentra aproximadamente a 11 kilómetros al noroeste de Zakrzew y a 34 kilómetros al sur de la capital regional Lublin.